# Franking
Franking è un comune austriaco di 960 abitanti nel distretto di Braunau am Inn, in Alta Austria.